# Geleenbeekdal (natuurgebied)
Het Geleenbeekdal is een natuurgebied in het zuiden van de Nederlandse provincie Limburg en omvat verschillende kleinere gebiedjes gelegen in het Geleenbeekdal aan de Geleenbeek, een zijrivier van de Maas. Een deel ervan is in 2013 aangewezen als Natura 2000-gebied (nummer 154) met de classificatie 'heuvelland'. Tot het gebied behoort ook het beschermde gebied Kathagerbeemden.
De oppervlakte van het gebied is 226 hectare, verspreid over de gemeenten Beek, Beekdaelen, Heerlen, Sittard-Geleen en Voerendaal.
De Vereniging Natuurmonumenten beheert daarbuiten nog een aantal verspreide gebiedjes in en rond het beekdal, waaronder delen van de Danikerberg, de Wanenberg, het Absbroekbos, het Stammenderbos en de Mulderplas.

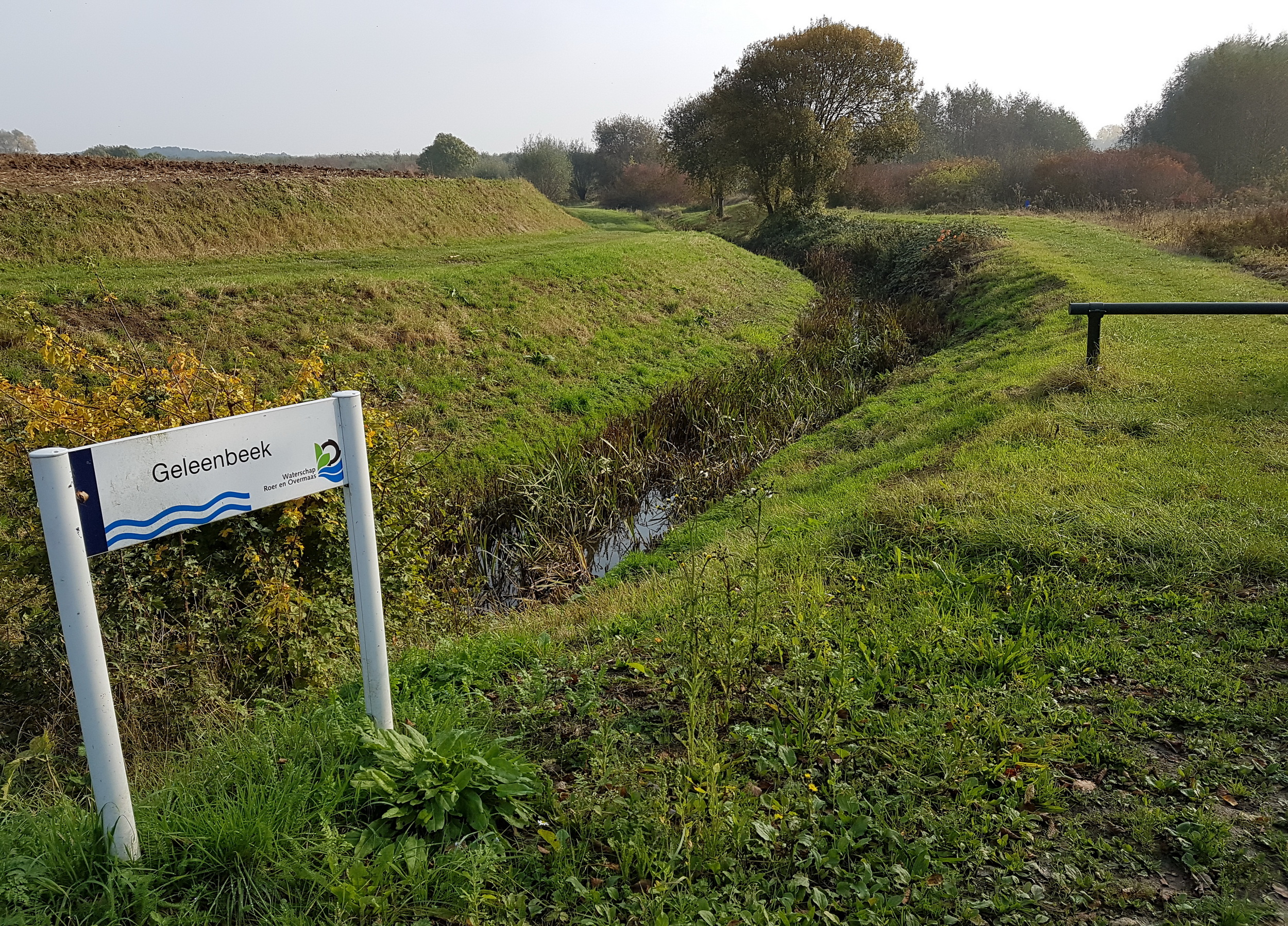
Nabij Kasteel Rivieren
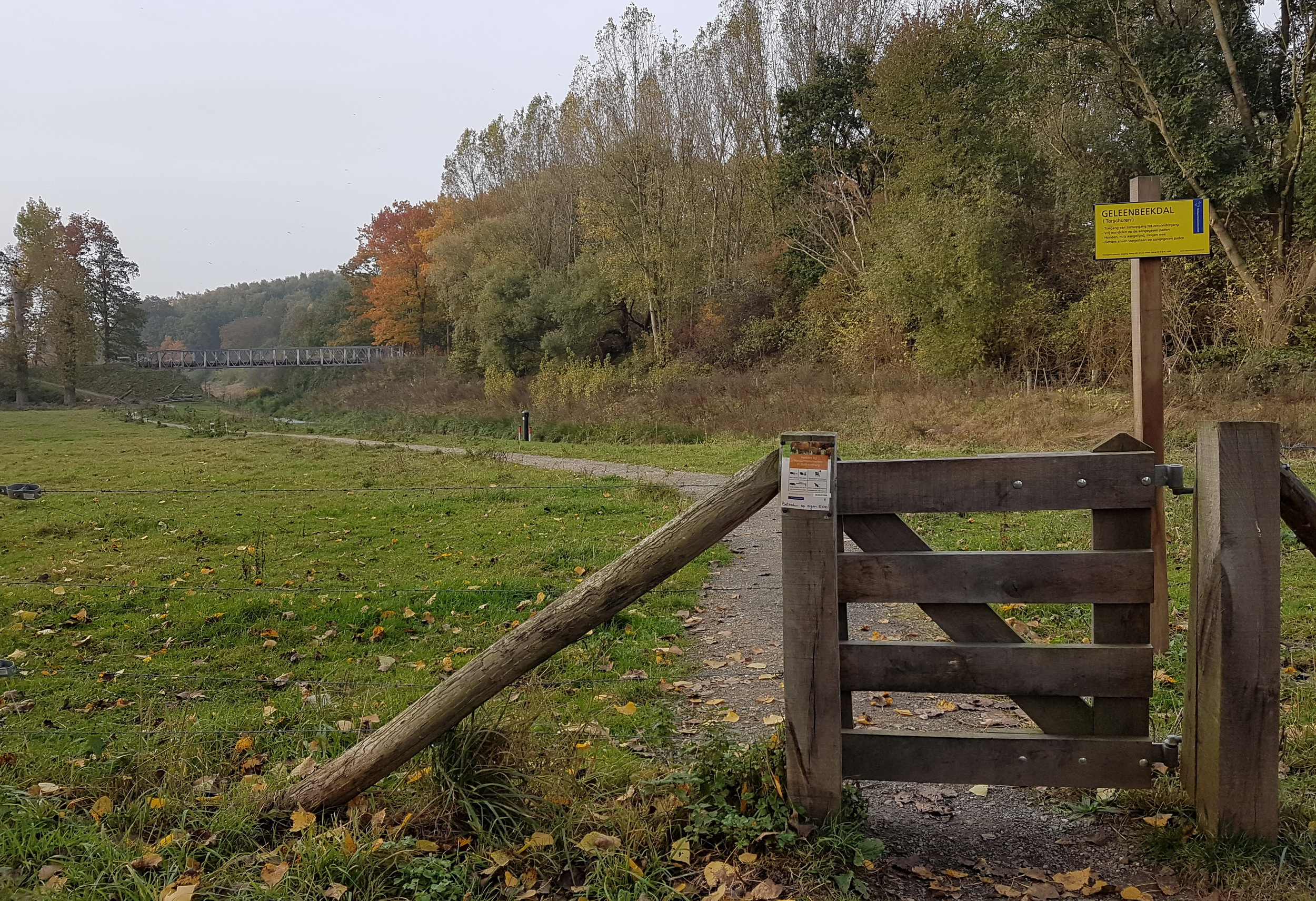
Geleenbeekdal Terschuren
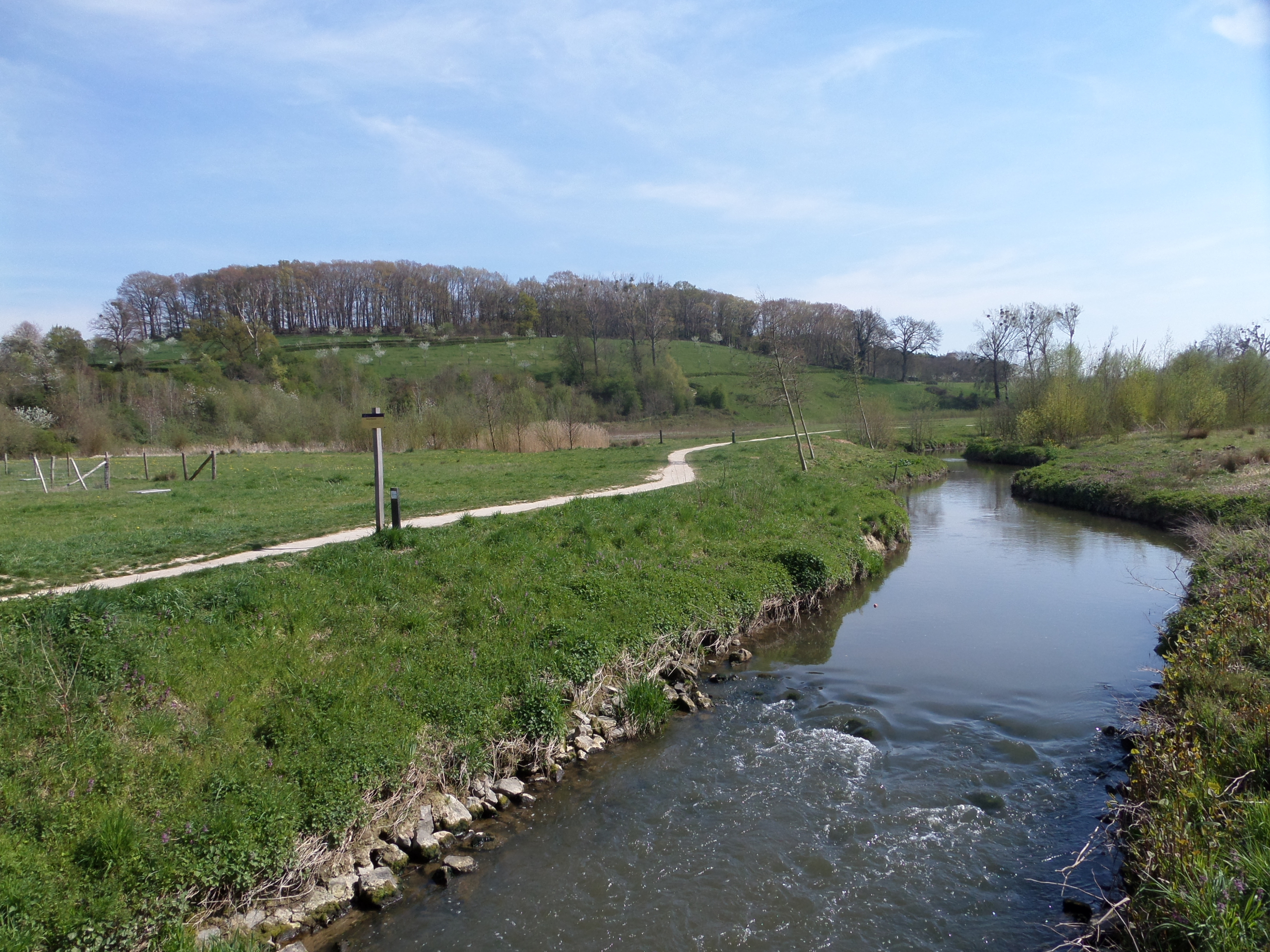
Sweikhuizen & Stammenderbos

## Externe beschrijving
- Uitgebreide gebiedsbeschrijving van het Ministerie van Landbouw, Natuur en Voedselkwaliteit.